# 交通航空
交通航空（Avia Traffic Company）是吉爾吉斯斯坦的全服務航空公司，總部設在比什凱克，成立於2003年。

## 航點
| 旗幟 | 城市     | 國家         | 機場名稱             | 備註     |
|      | 凱克     | 吉爾吉斯斯坦 | 玛纳斯国际机场       | 樞紐機場 |
|      | 奧       | 吉爾吉斯斯坦 | 奧什机场             |          |
|      | 喀山     | 俄羅斯       | 喀山國際機場         |          |
|      | 莫斯科   | 俄羅斯       | 莫斯科多莫杰多沃机场 |          |
|      | 莫斯科   | 俄羅斯       | 茹科夫斯基國際機場   |          |
|      | 聖彼得堡 | 俄羅斯       | 普爾科沃機場         |          |

## 外部連結
- 官方網站 （页面存档备份，存于）（俄文）（英文）（柯爾克孜文）